# Fusillade de Nagarkot
La fusillade de Nagarkot est une tuerie de masse qui s'est déroulée le 14 décembre 2005 dans le village de Nagarkot, situé dans la province de Bagmati au Népal.
Ce jour-là, Basudev Thapa, un militaire âgé de 26 ans au moment des faits, a pénétré dans le temple hindou Kali Devi Mandir. Armé d'un fusil d'assaut, il ouvre le feu sur une foule rassemblée pour célébrer des festivités, comptant environ deux cent cinquante personnes. Lors de cette attaque brutale, il a tué onze personnes et blessé dix-neuf autres. Peu après, il est retrouvé mort, s'étant suicidé en se tirant une balle dans la tête.
Cette tragédie, qui représente le pire massacre perpétré au Népal, depuis l'attentat de Badarmude le 6 juin 2005, où plus d'une trentaine de personnes avaient perdu la vie, a profondément choqué la nation. Dans un pays où les tueries de masse sont extrêmement rares, cet événement a suscité une immense colère au sein de l'opinion publique, notamment à l'encontre du gouvernement, accusé de ne pas garantir la sécurité de ses citoyens.

## Déroulement
Le 14 décembre 2005, aux alentours de 23 h, de grandes festivités sont organisés dans le petit village de Nagarkot, au sein du temple hindou Kali Devi Mandir, ou trois cents personnes s'était réuni. Une dispute s'ensuit entre Basudev Thapa, et des hommes du village voisin, Pipalbot, avec lesquels il avait une inimitié de longue date, ces hommes étaient déjà connus du village, pour intimider et extorquer les villageois.
Tous ivres, une violente bagarre éclate entre Thapa et les jeunes hommes, l'un deux frappes à plusieurs reprises le militaire, ce dernier réplique en sortant un couteau et le taillade. En colère et alcoolisé, il hurle aux bandits « Je reviendrai et je vous tuerai tous ». Avant de partir à moto, en direction de sa caserne militaire, en arrivant, il s'arme d'un fusil semi-automatique SLR L1A1. Bien qu’il ne soit pas en service à ce moment-là, Thapa a été autorisé à quitter la caserne avec l’arme et à retourner au temple.
À son retour vers 23 h 30, bien que les hommes s'était déjà enfui, il se rend à l'intérieur du temple, ou la fête bat son plein, armé de son fusil et tire de manière effréné, sans discernement, sur toutes les personnes présente à l'intérieur de la grande salle. Après dix minutes, Thapa à tirer plus de deux-cent cartouches de fusil, ce dernier se suicide d'une balle dans la tête.

### Victimes
Les corps des victimes ainsi que celui du tireur ont été retirés après l'intervention de l'armée, pendant la nuit. Le lendemain les noms des victimes sont officialisé, la majorité des victimes ont été envoyés et soignés à l’hôpital militaire Birendra de Chauni,.
Les victimes sont les suivantes :
- Bhagwan Tamang, 40 ans
- Aaite Tamang, 40 ans
- Ramlal Nagarkoti Shrestha, 40 ans
- Maya Tamang, 40 ans
- Sujan Shrestha, 20 ans
- Ram Prasad Panta, 30 ans
- Kale Tamang, 25 ans
- Nanu Nagarkoti Shrestha, 20 ans
- Niru Tamang, 25 ans
- Dhamai Lama, 11 ans
- Deepak Tamang, 5 ans
- Deepak Thing, (âge non connu)
- Le tireur, Basudev Thapa, 26 ans (suicide)

## Réactions et conséquences

### Réponses nationales
Le gouvernement a réagi en formant une commission judiciaire de trois membres pour enquêter sur l’incident et a mis en place un versement d'indemnités de 150 000 roupies népalaises  (à peu près 1 000 €)  à chacune des familles des victimes et de prendre en charge les frais de traitement des blessés,.
Le 17 décembre 2005, à l’issue d’une visite de cinq jours au Pakistan, le chef d’état-major de l’armée du pays s'est exprimé aux journalistes par rapport à la fusillade :

« L’ensemble L’incident était dû à un soldat. Je suis profondément attristé par l’incident et j’exprime mes sentiments sincères Condoléances aux familles endeuillées. Le gouvernement a indemnisé les victimes. Nous ferons aussi notre mieux pour les aider en leur donnant des emplois ou en leur fournissant soutien financier. L'armée attend la conclusion du comité. Nous prendrons les mesures nécessaires une fois que Le rapport est rendu public par le comité. »

— Pyar Jung Thapa, ancien chef d’état-major de l’armée népalaise.

### Controverses
Après la publication du rapport officiel le 3 janvier 2006, l'armée a suscité de vives spéculations après la fusillade, en raison du flou et des contradictions entourant les informations fournies. Les renseignements sur Basudev Thapa demeurent lacunaires : né en 1979, sa date exacte de naissance reste inconnue. Aucun motif ni lettre de suicide n'a été évoqué par l'institution. De plus, sa mort elle-même est contesté, de nombreux témoins affirme qu'il aurait été tué par un soldat, d'une balle à la poitrine, contredisant la version officiel.
Également, en arrivant pendant la nuit, l'armée a rapidement nettoyé la scène du crime, détruisant délibérément les preuves, probablement dans le but de dissimuler l’incident. Lorsqu’un deuxième fusil a été trouvé dans une flaque à environ 60 mètres du corps de Thapa, des interrogations quant à la possibilité d'un deuxième tireur ont été soulevés, sans aucune réponse.

### Réponses populaires
Les répercussions qui on suivit cette tuerie de masse au Népal ont été très nombreuses. De nombreux militants des droits de l’homme, ainsi que les principaux représentants des partis d’opposition au pouvoir népalais, se sont mobilisés aux côtés des habitants de Nagarkot.
Le 16 décembre 2005, Environ 15 000 manifestants, menés par l'alliance des partis politiques, ont défilé à Katmandou pour exiger que le roi de l'époque, Gyanendra rétablisse la démocratie et condamne les meurtres.
Depuis que ce dernier s’est emparé du pouvoir absolu plus tôt cette année, affirmant qu’il avait besoin d’un contrôle total pour vaincre les rebelles maoïstes, dans la guerre civile népalaise, l’armée royale fait face à des critiques croissantes de la part des groupes de défense des droits de l’homme pour son usage excessif de la force et le meurtre de civils,.
Ils ont dénoncé non seulement les fréquentes violations des droits humains commises par l’armée royale, mais également les graves problèmes de corruption et d’indiscipline qui gangrènent cette institution. Les manifestants ont souligné l’urgence de mettre en place des réformes profondes afin de garantir la justice, de prévenir de futurs abus et de restaurer la confiance de la population envers les forces armées.